# 馴龍寶典
《馴龍寶典》（英語：Book of Dragons）是一部2011年美國動畫短片。由夢工廠動畫公司制作，史提夫·希克納執導。該短片於2011年11月15日與《夜煞的禮物》共同發行。

## 劇情
小嗝嗝、亞絲翠、魚腳司、沒牙和戈伯探討了《馴龍寶典》的作者膽大波克背後的故事，並重寫了有關14條龍類的資料。

## 配音
- 傑·巴魯契 配音 小嗝嗝·阿倫德斯·哈德克三世
- 克雷格·費格斯 配音 戈伯
- 艾美莉卡·弗利拉 配音 亞絲翠·賀夫遜
- 克里斯多福·敏茲-普雷斯（英语：Christopher Mintz-Plasse） 配音 魚腳司·英格馬
- 吉姆·卡明斯 配音 膽大波克
- 特雷斯·麥克尼爾 配音 波克太太

## 外部連結
- 互联网电影数据库（IMDb）上《馴龍寶典》的资料（英文）
- 豆瓣电影上《馴龍寶典》的資料 （简体中文）